# A Fonsagrada
A Fonsagrada là một đô thị thuộc tỉnh Lugo trong vùng Galicia, phía bắc Tây Ban Nha. Đô thị này có diện tích là 438,45 ki-lô-mét vuông, dân số năm 2009 là 4520 người với mật độ 10,21 người/km². Đô thị này có cự ly km so với Tarragona.